# Henriette Hertz
Pour les articles homonymes, voir Hertz (homonymie).
Ne doit pas être confondu avec Henriette Herz.
Henriette Hertz, née le 6 janvier 1846 à Cologne et morte le 9 avril 1913 à Rome, était une mécène et collectionneuse d'œuvres d'art allemande. 

## Biographie
Henriette Hertz était issue de la petite bourgeoisie juive ;  son père s'était installé à Cologne avec sa famille en 1844 comme commerçant et marchand de chevaux. D'après les registres d'état-civil, Henriette Hertz était la première née à Cologne. De ses seize frères et sœurs, sept seulement survécurent à l'enfance. 
Henriette Hertz est surtout connue pour avoir fondé le premier Institut d'histoire de l'art à Rome, la Bibliotheca Hertziana, fondation qu'elle légua par testament à la Société Kaiser-Wilhelm (KWG). Dans son codicille du 21 mars 1913 elle légua à la KWG le Palais Zuccari qu'elle avait acquis en 1904, avec la totalité de sa bibliothèque (bâtiment, livres, manuscrits, photographies, etc) ainsi qu'un capital de fondation en valeurs mobilières de 12 500 £ pour le financement de l'Institut et de 50 000 lires pour l'extension de la bibliothèque. Par la création de la Bibliotheca Hertziana au Palais Zuccari, Henriette Hertz voulait faire avancer la recherche en histoire artistique de Rome, en particulier celle de la Renaissance.